# بيتر ميلر (مهندس برمجيات)
بيتر ميلر (بالإنجليزية: Peter Miller)‏ هو مهندس برمجيات أسترالي، ولد في 16 أكتوبر 1960 في Ramsgate, New South Wales ‏ في أستراليا، وتوفي في 27 يوليو 2014 في Green Point, Central Coast ‏ في أستراليا.